# Bonneville-la-Louvet
Bonneville-la-Louvet là một xã ở tỉnh Calvados, thuộc vùng Normandie ở tây bắc nước Pháp.